# Arthur Gundaccar von Suttner
Arthur Gundaccar von Suttner (Vienna, 21 febbraio 1850 – Burgschleinitz-Kühnring, 10 dicembre 1902) è stato uno scrittore e pacifista austriaco.

## Biografia
Arthur Gundaccar von Suttner sposò la contessa Bertha Kinsky von Wchinitz e Tettau , nota poi come Bertha von Suttner (1843 - 1914) il 12 giugno 1876, e venne poi diseredato perché i suoi genitori si opposero al matrimonio. Insieme alla moglie, che divenne nel 1905 la prima donna a ricevere il Premio Nobel per la pace, visse nel Caucaso per otto anni. Dopo diversi altre occupazioni, riuscì ad affermarsi come autore di romanzi. Dopo il suo ritorno in Austria, si riconciliò con la sua famiglia e la coppia visse nella proprietà dei genitori a Harmannsdorf, nel comune di Burgschleinitz-Kühnring, nel Waldviertel; qui convissero anche con la nipote di Gundaccar, Marie von Suttner, con la quale Arthur ebbe una relazione amorosa da anni. Come pacifista, Gundaccar fondò un'associazione per scongiurare lo sviluppo dell'antisemitismo in Austria; il primo incontro pubblico si tenne il 2 luglio 1891.  Firmò anche un appello di Heinrich Edwin Rickert contro l'antisemitismo in Germania nel 1890.

## Opere
- Sein Verhängnis, Hillger, Berlino, 1897.
- Gebrandmarkt, Hillger, Eisenach, 1898.
- Scharfeneck, Hillger, Berlino, 1900.
- Dory's Roman, Hillger, Berlino, 1903.
- Im Zeichen der Macht, Verlag Continent G.m.b.H., Berlino-Friedenau, vers 1914.
- Im Zeichen des Trusts, Hillger, Berlino, 1915.